# دوتریوم
دوتریوم (به انگلیسی: Deuterium)، یا هیدروژن سنگین همان عنصر هیدروژن است که علاوه بر پروتون یک نوترون نیز درون هستهٔ آن وجود دارد. در ترکیب با اکسیژن و تشکیل آب اگر مولکول آب توسط دوتریم تشکیل شود به آن آب سنگین می‌گویند. درهستهٔ هیدروژن سبک نوترون وجود ندارد.
در هر لیتر از آب دریا نزدیک به (۳۵) میلی‌گرم دوتریم وجود دارد. دوتریم یکی از پایه‌های لازم برای همجوشی هسته‌ای است.
در آب در کنار هر ۶۴۲۰ اتم هیدروژن ۱ اتم دوتریم موجود است که تقریباً برابر ۰٫۰۱۵۶٪ است. جدا کردن آن با توجه به نزدیکی خواص آب سنگین و آب سبک بسیار سخت است.
این دوتریم‌ها باید تغلیظ و انبار شوند تا ابتدا به آب سنگین ۱۵ ٪ و سپس به آب ۹۹ ٪ تبدیل شود، جداسازی آب سنگین از آب سبک کاری بسیار سنگین، پیچیده و سخت است. با این همه با توجه به حجم آب در طبیعت دوتریم به اندازهٔ کافی در دریاها برای تأمین نیاز میلیاردها نفر وجود دارد و جهان صنعت کمبودی در این زمینه ندارد.

## پیش‌بینی وجود دوتریم و بالاخره کشف آن
والتر راسل در سال ۱۹۲۶ میلادی با استفاده از جدول تناوبی «مارپیچ» وجود دوتریم را پیش‌بینی کرد. و سرانجام در سال ۱۹۳۱ میلادی دوتریوم توسط هارولد یوری کشف و نام‌گذاری شد. این کشف هارولد یوری را برندهٔ جایزهٔ نوبل شیمی در سال ۱۹۳۴ میلادی کرد. به دنبال این کشف، نوترون در سال ۱۹۳۲ میلادی کشف شد که ساختار هسته‌ای دوتریوم را بدیهی و آشکار کرد. بزودی پس از پیدایش دوتریم نمونه‌هایی از «آب سنگین» که در آن درصد دوتریوم بسیار بالاتر بود تهیه شد.

## دوتریوم در ستارگان و در سیاره‌های غول پیکر گازی
سرعت از میان رفتن دوتریم در فضای داخلی ستارگان بیشتر از سرعت تولید شدن آن‌هاست. بنا بر دانسته‌ها و باور کنونی، سایر فرایندهای طبیعی دوتریم ساز فقط مقدار ناچیزی دوتریم می‌سازند و تقریباً تمام دوتریوم موجود در طبیعت در انفجار بزرگ مه‌بانگ ۱۳٫۸ بیلیون سال پیش تولید شده‌است زیرا نسبت بنیادی یا بسیار کهن به دست آمده میان هیدروژن-۱ (پروتیوم)، و هیدروژن-۲ (دوتریوم)، که ۲۶ اتم دوتریوم در هر میلیون پروتیوم است از آن زمان سرچشمه می‌گیرد. این همان نسبتی است که امروز در سیاره‌های غول پیکر گازی، مانند مشتری مشاهده می‌شود.